# Sito archeologico di Santa Marta
Il sito archeologico di Santa Marta nel comune di Cinigiano, scoperto nel 2007, ha portato alla luce i resti appartenenti ad alcuni edifici di epoca romana, medievale e post-classica, alcuni dei quali arricchiti da pavimentazioni a mosaico figurato e geometrico.
Gli scavi archeologici, iniziati nel 2012 dalla cattedra di topografia antica dell'Università degli Studi di Siena e ancora in corso (dalla campagna 2018 in collaborazione con la cattedra di archeologia classica dell'Università degli Studi di Trento), in regime di concessione, hanno permesso di identificare un contesto di grande complessità, estensione e durata.

## Storia

### Contesto
Posizionato nel comune di Cinigiano, nella media Valle dell'Ombrone, il complesso di Santa Marta sorge nei pressi di Poggi del Sasso, in una posizione ben protetta sulle parti medie e superiori di un pendio esposto a sud, circa 5 km a sud ed est del fiume Ombrone, a circa 8 km dal suo incrocio con la valle dell'Orcia. Il complesso, dal periodo romano al medioevo, si inserisce in un contesto dove non sono mai sorte città lungo i fiumi Ombrone e Orcia, con le città più vicine, Siena e Arezzo, distanti decine di chilometri dalle valli fluviali. Le uniche città nelle vicinanze sono Vetulonia, Roselle e Grosseto, ma tutte situate a diversi chilometri dalle sponde dei fiumi. La città romana più vicina, Roselle, dista circa 17 chilometri in linea d'aria. Negli studi dei territori circostanti non sono stati identificati altri complessi simili a Santa Marta. Presumibilmente, Santa Marta ha giocato un ruolo importante come punto di transito e scambio lungo la rotta tra le città costiere e l'entroterra della Valdorcia e Valdichiana.
Sulla base della sua posizione quindi, l'insediamento di Santa Marta potrebbe aver funto da centro per la redistribuzione locale di merci dirette verso l’interno della Toscana meridionale dai porti costieri ad ovest. L’arrivo continuo di merci importate come anfore e ceramiche di African Red Slip fino ai primi anni del VI secolo d.C. suggerisce un ruolo privilegiato per il complesso nella rete economica locale; tuttavia, nonostante la centralità di Santa Marta, il sistema economico della media Valle dell’Ombrone nel periodo imperiale, emerso dal lavoro sul "Progetto Contadino Romano" nelle aree campione intorno a Cinigiano, appare significativamente più complesso e sfumato di quanto si pensasse in precedenza. Altri siti, forse situati su una scala inferiore nella gerarchia degli insediamenti, avrebbero senza dubbio giocato ruoli significativi sia nella produzione che nella redistribuzione. L'importanza di centri minori come Santa Marta non esclude il ruolo complementare di altri insediamenti, come Marzuolo, lungo le strade e con risorse naturali locali. Questi ospitavano produzioni artigianali specializzate per il mercato locale. I dati di Santa Marta e di Cinigiano affinano modelli interpretativi per il commercio romano sub-regionale, rivelando un ulteriore punto nodale a Santa Marta. Altri centri potrebbero esistere sia vicino a Roselle che nell'entroterra, contribuendo a una rete di siti di produzione e redistribuzione che alimentava il sistema di commercio e scambio sociale nella Valle dell'Ombrone.

### Il complesso archeologico
Il sito di Santa Marta si estende su un'area di circa 1,2 ettari e contiene una vasta gamma di reperti che spaziano dal periodo romano fino ai tempi moderni. Sebbene i livelli stratificati più antichi non siano stati ancora scoperti, alcuni reperti suggeriscono che la prima occupazione della zona risalga al II secolo a.C. La sua importanza, come punto nodale nella valle del medio Ombrone, è stata confermata attraverso confronti con altri insediamenti rurali romani nella regione. Tra il 2009 e il 2014, il "Progetto Contadino Romano" ha esplorato otto siti romani nella zona, ma nessuno ha eguagliato la complessità di Santa Marta durante il periodo romano.
Il nucleo edilizio più antico del sito si trovava nella parte settentrionale di un campo inclinato verso sud, a circa 250 metri sul livello del mare. Un antico complesso destinato a residenza, almeno nella sua fase originaria, che si colloca tra la tarda età repubblicana romana e la prima età imperiale (III secolo a.C. - I secolo d.C.). L'occupazione dell'area inizia tra il II e il I secolo a.C. come fattoria con residenze e strutture per la lavorazione agricola. Questo nucleo viene abbandonato nel I secolo d.C., ma ritorna all'inizio del II secolo con una nuova proprietà, mostrando un notevole sviluppo sia in termini di dimensioni che di monumenti. Nella prima metà del II secolo, viene costruito un ampio complesso villa-mansio con tecniche di costruzione urbane e mosaici decorativi. Questa zona cresce ulteriormente fino a raggiungere circa 1500 metri quadrati nel IV secolo d.C. Il complesso imperiale comprende tre edifici principali, dei quali uno sembra essere stato residenziale con balneum privato, fino a raggiungere nel IV secolo d.C. ca. 1500 m2 di superfici interamente edificate nel periodo di massima espansione, mentre un altro edificio fungeva da bagno pubblico lungo la via, tra la costa e l'entroterra, rimanendo in uso fino al VII secolo d.C.

#### La villa
La villa presenta caratteristiche di rappresentanza, come la vasca a gradini lungo la parete di una delle stanze. Nel vasto vano centrale si può osservare il rinnovo dei pavimenti nel corso del tempo: il pavimento originale, di colore rosso con tessere di marmo bianco, viene ricoperto da un nuovo strato, sempre in signinum ma con meno tessere di marmo e sfondo nero. I lavori di "rifacimento" eseguiti dai proprietari risparmiano una piccola struttura in muratura, rivestita con piccole lastrine in marmo, che potrebbe essere interpretata come un lararium. Tuttavia, nell'inizio dell'età imperiale l'area viene abbandonata: uno degli ambienti trovati è privo di pavimento e le murature vengono progressivamente riempite da livelli consistenti di macerie.

#### L'area termale
Nella parte meridionale dell'area archeologica sono stati trovati importanti bagni, caratterizzati da elementi architettonici, decorativi e topografici significativi, suddivisi in due complessi distinti con relative cisterne. Il primo complesso include un ingresso monumentale con un'aula di ricevimento che conduceva a un cortile e poi alle terme vere e proprie, composte da uno spogliatoio, un frigidarium, due tepidarium con abside e un calidarium. La circolazione dell'aria calda era garantita dal sistema dell'hypocaustum. L'edificio può essere datato alla fine del I secolo e ai primi decenni del II secolo d.C. Entrambi i tepidarium e l'apodyterium presentano pavimenti in mosaico. L'area termale, insieme alla grande sala di accesso, sembra essere stata in uso fino agli inizi del V secolo.
A sud del primo edificio termale, separato da un corridoio, si trovano due cisterne rivestite di cocciopesto. La loro posizione suggerisce un collegamento con un'altra termale nelle vicinanze. A causa di un minor seppellimento nel corso dei secoli, questo secondo complesso ha subito danni dovuti alle arature, ma sono ancora visibili parti dei pavimenti musivi e tutti gli ipocausti. Un corridoio collegava questa seconda termale alla prima. Attraverso un doppio accesso si entrava in un ampio frigidarium, con soglie decorate con mosaici policromi e interni con motivi a onde, mentre un'abside racchiudeva una vaschetta per i bagni freddi. Anche nel calidarium sono stati trovati pavimenti a mosaico con rappresentazioni di animali che corrono in un paesaggio campestre. Il calore era generato da un grande forno adiacente all'edificio. Le tecniche di costruzione di questo secondo impianto suggeriscono una datazione simile al primo. Tuttavia, i mosaici mostrano tessere grossolane e un ordito irregolare, indicando una datazione tra la metà e la fine dell'età imperiale e confermando che anche questo edificio rimase in uso fino al IV secolo.
A differenza del secondo edificio termale, nel primo la buona conservazione delle stratigrafie permette di ricostruire la storia tardoantica del monumento. Nel corso del V secolo, fu saccheggiato: i pavimenti musivi e parte delle murature furono rimossi per il riutilizzo dei materiali da costruzione e la fusione delle tubazioni in piombo per la realizzazione di utensili. Durante questa fase, gli ambienti riscaldati furono utilizzati, con le colonnette delle suspensure in parte smontate e utilizzate come supporto per divisioni interne, incluso il seppellimento di un bambino in una tomba "a cappuccina". Dopo queste spoliazioni, che sembrano concludersi nel VI secolo, la vita continuò su pavimenti in terra battuta nell'aula d'ingresso, mentre attività domestiche e artigianali si svilupparono nelle aree adiacenti. Le tracce di una intensa occupazione si estendono fino al VII secolo, dopodiché tutto venne abbandonato.

#### La chiesa
La campagna di scavi del 2012 ha portato alla luce una chiesa a nord-ovest del sito. L’impianto più antico sinora messo in luce si riferisce ad una struttura una struttura con pianta rettangolare e tre absidi semicircolari di dimensioni complessive di circa 13 x13 m. Questo edificio, che si colloca nel corso dell’Alto Medioevo, certamente prima del IX secolo, era dotato di un pavimento in lastre di pietra e presentava intonaci dipinti con colori brillanti (rosso, ocra, verde, giallo). L'edificio è circondato da una serie di sepolture con fosse foderate da pietre e laterizi.
Tra tardo XI e XII secolo, un edificio a navata unica dotata di abside sostituisce quello più antico. Le murature permettono di apprezzare i caratteri tipicamente romanici, con filari orizzontali di pietre ben squadrate; l’impianto misurava 22m x 8m. Anche se la planimetria completa è di complessa definizione a causa delle numerose spoliazioni successive. L’impianto romanico subì una riduzione probabilmente nel corso del XVI secolo: l’aula venne ridotta a 10 x 8 m; la parte occidentale dell’edificio venne trasformata in cortile funerario.

## Gli scavi archeologici

### Le ricerche
Il sito archeologico di Santa Marta fu identificato per la prima volta nel 2007 durante i lavori associati al Programma di Mappatura Archeologica dell'Università di Siena, operante all'interno della Provincia di Grosseto. Nel 2006, è stata avviata una rilevazione topografica nel comune di Cinigiano (GR), utilizzando una procedura di rilievi a campo selezionati, strettamente integrati con esplorazioni aeree esplorative e l'esame sistematico di fotografie aeree storiche. Il sito fu inizialmente individuato durante il rilevamento a terra nel 2007. La scala, la varietà, la distribuzione e la lunga cronologia del materiale superficiale, dal periodo romano al Medioevo, marcarono immediatamente il sito come il più complesso e duraturo sito archeologico dell'intera zona di Cinigiano. Successivamente, nel 2007, il complesso fu ulteriormente indagato attraverso rilievi gradiometrici nelle aree indicate dalle prove aeree e dalla dispersione del materiale superficiale.
Questa fase è stata seguita da un'analisi dei dati e dalla ricerca paesaggistica nel contesto del Progetto Contadino Romano dell'università dal 2009 al 2014 permettendo di contestualizzare il sito di Santa Marta all'interno del territorio di Cinigiano e di comprendere meglio il suo significato storico. Nel 2011, grazie al sostegno della Fondazione Bertarelli, è iniziata una seconda fase di ricerca a Santa Marta per approfondire la comprensione dei resti e preparare la conservazione del sito per il pubblico. Il primo anno è stato dedicato alla raccolta di dati geofisici estesi, che hanno identificato numerose anomalie sotterranee, inclusi resti di edifici e altre caratteristiche archeologiche. Queste informazioni sono servite per delineare la topografia archeologica e pianificare gli scavi futuri.

### Gli scavi
Nel 2012, la prima fase dello scavo si è concentrata sulla parte settentrionale del sito, portando alla luce i resti di una fattoria o villa rurale della tarda Repubblica, che comprendeva spazi agricoli e domestici con un'estensione totale stimata di circa 2300 m2 la quale era largamente disabitata entro la metà del I secolo d.C. A breve distanza ad est, un secondo settore dello scavo ha rivelato chiaramente i resti di una chiesa cristiana. Solo nelle fasi finali dello scavo del 2013 l'attenzione è stata estesa alla parte meridionale del sito.
Tra il 2014 e il 2018, a causa dell'ampia e complessa natura dei resti scoperti, è stata temporaneamente sospesa l'indagine sulla parte settentrionale del sito della tarda Repubblica e del primo Impero. Si è invece concentrata l'attenzione sulla zona meridionale, dove una sequenza di depositi e strutture meglio conservate ha evidenziato una continuità di occupazione tra il II e il VII secolo d.C., con trasformazioni significative nel tempo. Le indagini presso la chiesa hanno portato all'identificazione di una serie di edifici religiosi, dal più antico, una chiesa a tre absidi del IX-X secolo d.C., al più recente, una cappella funeraria utilizzata fino al XVI-XVII secolo d.C.